# Io ragazzo fuori
Io ragazzo fuori è il primo album del cantante e attore siciliano
Francesco Benigno, cantato in lingua napoletana, pubblicato nel 1991.

## Tracce
1. Dimenticare
2. Successo
3. Core e mamma
4. Donna pagliacci
5. Stasera fuggiremo
6. Bionda e bruna
7. Tanti problemi
8. Notte
9. Guagliona senza core
10. Stasera t'accido